# Есоупес (Нью-Йорк)
Есоупес (англ. Esopus) — місто (англ. town) в США, в окрузі Ольстер штату Нью-Йорк. Населення — 9548 осіб (2020).

## Демографія
Згідно з переписом 2010 року, у місті мешкала 9041 особа в 3492 домогосподарствах у складі 2261 родини. Було 3969 помешкань
Расовий склад населення:
| - 89,1 % — білих - 5,0 % — чорних або афроамериканців - 1,4 % — азіатів - 0,4 % — корінних американців - 1,4 % — осіб інших рас |

До двох чи більше рас належало 2,7 %. Частка іспаномовних становила 5,4 % від усіх жителів.
За віковим діапазоном населення розподілялося таким чином: 21,2 % — особи молодші 18 років, 63,5 % — особи у віці 18—64 років, 15,3 % — особи у віці 65 років та старші. Медіана віку мешканця становила 43,6 року. На 100 осіб жіночої статі у місті припадало 93,4 чоловіків;  на 100 жінок у віці від 18 років та старших — 93,0 чоловіків також старших 18 років.
Середній дохід на одне домашнє господарство  становив 84 185 доларів США (медіана — 69 777), а середній дохід на одну сім'ю — 94 475 доларів (медіана — 78 144). Медіана доходів становила 49 307 доларів для чоловіків та 40 779 доларів для жінок. За межею бідності перебувало 11,9 % осіб, у тому числі 11,0 % дітей у віці до 18 років та 10,0 % осіб у віці 65 років та старших.
Цивільне працевлаштоване населення становило 4917 осіб. Основні галузі зайнятості: освіта, охорона здоров'я та соціальна допомога — 30,6 %, роздрібна торгівля — 15,1 %, науковці, спеціалісти, менеджери — 8,7 %, будівництво — 7,8 %.